# Осојница (Добој)
Осојница је насељено мјесто у граду Добој, Република Српска, БиХ. Према попису становништва из 2013. у насељу је живјело 369 становника.

## Географија
Налази се на планини Озрен.

## Становништво
| Демографија | Демографија | Демографија |
| Година      | Становника  | Становника  |
| ----------- | ----------- | ----------- |
| 1971.       | 739         |             |
| 1981.       | 682         |             |
| 1991.       | 674         |             |
| 2013.       | 369         |             |

## Знамените личности
Бранко Вајић (1919 – 1989), учитељ и просвјетитељ